# João Rendeiro
João Manuel Oliveira Rendeiro (Lisboa, 22 de maio de 1952 – Westville,  África do Sul, 13 de maio de 2022) foi um banqueiro português.
Rendeiro foi fundador e administrador do Banco Privado Português. De setembro a dezembro de 2021, esteve foragido à justiça portuguesa, após ter sido condenado a várias penas de prisão por crimes económico-financeiros, tendo sido preso na África do Sul no dia 11 de dezembro de 2021, em cumprimento de mandado de captura internacional.

## Família
João Rendeiro era filho de João Augusto da Silva Rendeiro e de sua mulher Joana Marques Gonçalves Oliveira.

## Caso Banco Privado Português
No seguimento da falência do Banco Privado Português e no decurso do caso BPP, João Rendeiro foi investigado pela prática de diversos crimes. A 5 de junho de 2015, num primeiro processo, os três arguidos João Rendeiro, Paulo Guichard e Salvador Fezas Vital, foram absolvidos do crime de burla qualificada.
Num segundo processo, foi condenado pelo Tribunal Judicial da Comarca de Lisboa, a 15 de outubro de 2018, a 5 anos de prisão com pena suspensa, mediante o pagamento de 400 000€, pela prática de falsidade informática e falsificação de documentos. Pelos mesmos crimes, os seus colegas de administração do Banco Privado Português foram também condenados: Paulo Guichard a 4 anos e 3 meses de prisão suspensa, mediante o pagamento de 25 000€, e Salvador Fezas Vital a 3 anos e 6 meses de prisão com pena suspensa, mediante o pagamento de 15 000 euros. Após recurso do Ministério Público, a 10 de julho de 2020 o Tribunal da Relação de Lisboa agravou a pena de João Rendeiro para 5 anos e 8 meses de prisão efetiva e a pena de Paulo Guichard para 4 anos e 8 meses de prisão efetiva. Após esgotados todos os recursos, as condenações transitaram em julgado a 17 de setembro de 2021.
Noutro processo, no dia 14 de maio de 2021, foi condenado pelo Tribunal da Comarca de Lisboa a 10 anos de prisão pelos crimes de fraude fiscal, abuso de confiança e branqueamento de capitais. Os antigos administradores Salvador Fezas Vital e Paulo Guichard foram ambos condenados a 9 anos e 6 meses de prisão pelos mesmos crimes.
Numa terceira condenação, a 28 de setembro de 2021, foi condenado pelo Tribunal Judicial da Comarca de Lisboa a 3 anos e 6 meses de prisão efetiva por burla qualificada. No mesmo processo, Paulo Guichard foi condenado a 3 anos de prisão efetiva e Salvador Fezas Vital a 2 anos e 6 meses de prisão efetiva pelo mesmo crime. No mesmo dia, foi noticiado que Rendeiro tinha fugido de Portugal e da Europa para se furtar ao cumprimento das penas de prisão a que foi condenado. No dia seguinte, foi emitido pelo Tribunal um mandado de captura internacional contra João Rendeiro, passando a integrar a lista de procurados da Europol e Interpol.
A 3 de novembro de 2021, Maria de Jesus Rendeiro, mulher de João Rendeiro, que ficou em Portugal após a fuga do marido, foi detida pela Polícia Judiciária por motivo de perigo de fuga. Foi constituída arguida por suspeita de branqueamento de capitais e descaminho. Após interrogatório judicial, ficou sujeita a prisão domiciliária com pulseira eletrónica.
Rendeiro foi preso na África do Sul, perto de Durban, a maior cidade da província do Kwazulu-Natal, em cumprimento de mandado de captura internacional. O processo de extradição decorreu até à sua morte.
Em 23 de fevereiro de 2022, o Tribunal da Relação de Lisboa confirmou a pena de prisão de 10 anos a que João Rendeiro foi condenado num dos processos do caso BPP, pelos crimes de fraude fiscal qualificada, abuso de confiança e branqueamento de capitais.
A 13 de maio de 2022 foi encontrado morto, vítima de enforcamento, na cela onde cumpria pena de prisão. O ex-banqueiro já havia admitido o suicídio, mas apenas em caso de perder o processo de extradição para Portugal, o que não chegou a verificar-se. O suicídio de João Rendeiro ocorreu, porém, uma semana antes da sessão preparatória do julgamento, sendo que o julgamento em si, que decidiria a eventual extradição de Rendeiro para Portugal, estava marcado para junho de 2022.